# إقليم إيرينغا
إقليم إيرينغا (بالسواحلية: Mkoa wa Iringa in)‏ هو واحد من 31 إقليم إداري في تنزانيا. تبلغ مساحة الإقليم 35,503 كـم2 (13,708 ميل2). الإقليم قابل للمقارنة من حيث الحجم بمساحة الأرض المشتركة لدولة غينيا بيساو القومية. يحد إقليم إيرينغا من الشرق إقليم موروجورو والجنوب بإقليم نجومبي. يقع الإقليم في الغرب على إقليم مبيا. يقع إقليم دودوما وإقليم سينغيدا على حدود إيرينغا في الشمال. العاصمة الإقليمية هي مدينة إيرينغا والتي سمي الإقليم باسمها. وفقًا لتعداد عام 2012، بلغ إجمالي عدد سكان الإقليم 941238 نسمة. إقليم إيرينغا هو موطن متنزه رواها الوطني، ثاني أكبر حديقة وطنية في تنزانيا.

## جغرافية
يتراوح ارتفاع إيرينغا ما بين 900 و2300 متر فوق مستوى سطح البحر. يحيط منحدر كبير يمكن أن يصل ارتفاعه إلى 800 متر وهو الجزء الشرقي من الوادي المتصدع الكبير بالإقليم من جميع الجوانب. يقع الإقليم في المرتفعات الجنوبية في تنزانيا، على حدود مناطق مبيا ونجومبي وموروغورو ودودوما وسينغيدا.
يُسقى الإقليم من خلال نهري رواها الصغير ورواها الكبير. البحيرة التي أنشأها سد امتيرا هي المسطح المائي المهم الآخر هنا.
يمكن تقسيم الإقليم إلى ثلاث مناطق : منطقة المرتفعات والمنطقة الوسطى ومنطقة الأراضي المنخفضة. تقع منطقة المرتفعات باتجاه شرق الإقليم. تشهد هذه المنطقة موسمًا ممطرًا بين نوفمبر ومايو مع هطول سنوي يتراوح بين 500 و1500 مليمتر، أما الفترة بين يونيو وسبتمبر فهي باردة وجافة. تقع المنطقة الوسطى، في الجزء الأوسط من الإقليم، على ارتفاع يتراوح بين 1200 و1600 م فوق مستوى سطح البحر مع هطول سنوي يتراوح بين 600–1,000 مليمتر (24–39 بوصة). أخيرًا، منطقة الأراضي المنخفضة، على ارتفاع 900–1,200 متر (3,000–3,900 قدم) وهطول سنوي للأمطار بين 500–600 مليمتر (20–24 بوصة).
تحتل الغابات حوالي 16% من الأراضي في إقليم إيرينغا. يستضيف الإقليم متنزه رواها الوطني والذي يشتهر بقطيع كبير من الفيلة وأكثر من 400 نوع من الطيور. وتشمل الحيوانات الأخرى الأسود وظباء السمور والكودو. المتنزه الثاني، متنزه جبال أودزونغوا الوطني في ولاية إيرينغا الريفية، وهو أقل زيارة.

## التركيبة السكانية

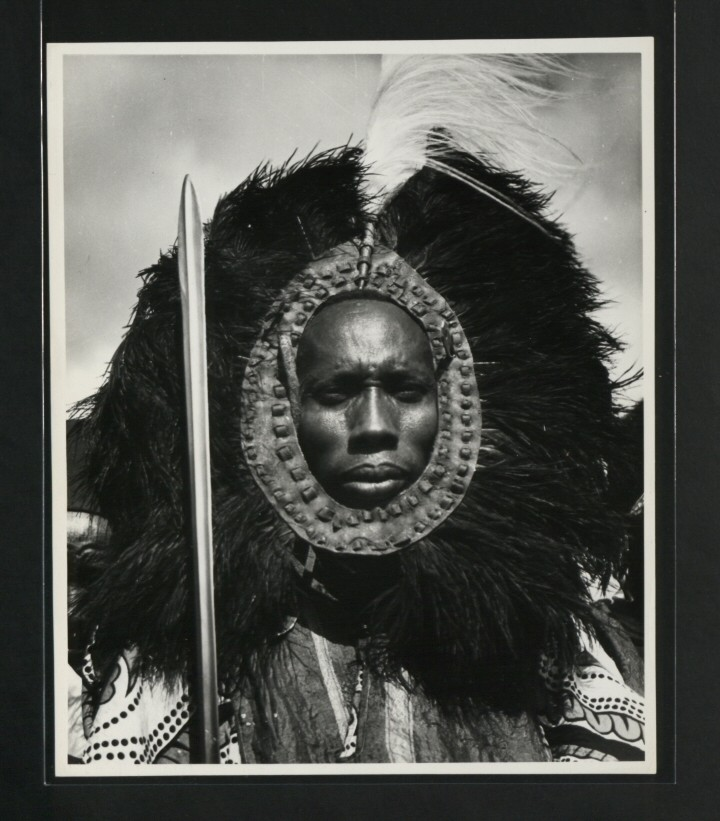
محارب من الهيهي

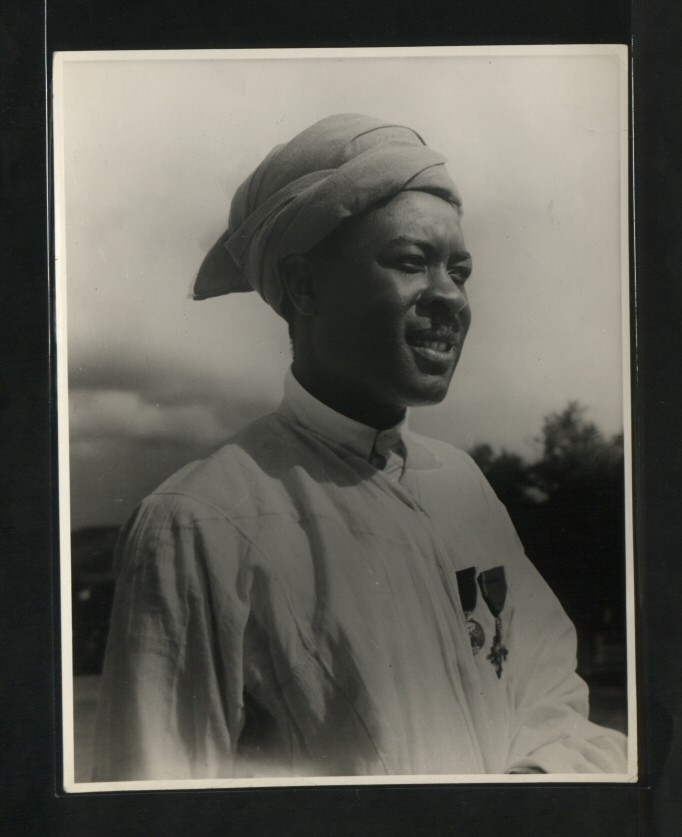
آدم حابي، ملك الهيهي السابق في الستينيات

يبلغ عدد سكان إقليم إيرينغا 941 238 نسمة.
شعب الهيهي هم أكبر مجموعة عرقية تعيش في الإقليم. المجموعات السكانية الرئيسة الأخرى هي مجموعات Bena وKinga. يمكن العثور على Pangwa وChaga وNyakyusa وNgoni في المناطق الحضرية التي تعمل بشكل أساسي في الأعمال التجارية في الإقليم. من المهاجرين الآخرين إلى إيرينغا ماساي وسوكوما والمجموعات منهمكة في الغالب في البستولية. يُعد الإقليم أحد الأقاليم الأقل نموا للسكان في تنزانيا. أحد الأسباب الرئيسية لذلك هو الهجرة المستمرة من هذه الإقليم إلى المزيد من المناطق الحضرية مثل دار السلام.

## التقسيمات الإدارية

### المناطق
إقليم إيرينغا مقسمة إلى ثلاث ولايات (إيرينغا، كيلولو وموفيندي)، يدير كل منها مجلس. يوجد في الولايات سلطات محلية تعمل تحت إشرافها، وهي ثلاثة مجالس ولايات، ومجلس بلدي واحد، ومجلس مدينة واحد كما هو مدرج في الجدول:
| Iringa District  | 254،032 |
| Kilolo District  | 218،130 |
| Mufindi District | 265.829 |
| إيرينغا          | 151،345 |
| Mafinga Town     | 51902   |
| المجموع          | 941238  |

## سياسة
ينتخب إقليم إيرينغا سبعة ممثلين في جمعية تنزانيا الوطنية. في الانتخابات العامة لعام 2015، فاز ستة مرشحين من حزب الثورة
وواحد من شاديما بمقاعد في الجمعية. ويليام لوكوفي، النائب عن اسماني، هو وزير الأراضي والإسكان وتنمية المستوطنات البشرية في مجلس الوزراء. فُصل إقليم نجومبي عن إيرينغا في مارس 2012.

## اقتصاد
لدى إقليم إيرينغا خامس أكبر ناتج محلي إجمالي من بين 30 إقليم في تنزانيا. على أساس نصيب الفرد، فإن نصيب إيرينغا لعام 2012 البالغ حوالي 1 400 000 شيلينغ تانزاني مما يضعه في المرتبة الثانية بعد إقليم دار السلام التي تضم عاصمة تنزانيا.
الزراعة هي الدعامة الأساسية لاقتصاد إيرينغا حيث تمثل 85 % من الناتج المحلي الإجمالي. بين عامي 2008 و2011، زُرعت المحاصيل الغذائية في ما متوسطه 345 000 هكتار من الأراضي المزروعة سنويًا. الذرة هي الحبوب المهيمنة بحوالي 245 000 هكتار من الأرض المخصصة لها. الفاصوليا هي ثاني أهم محصول غذائي تُزرع على 56 000 هكتار. تأخذ المحاصيل النقدية حوالي 56 000 هكتار مع عباد الشمس هو الإنتاج الرئيسي.
الصناعة في إقليم إيرينغا صغيرة الحجم وتقع إلى حد كبير في بلدية إيرينغا. تتكون صناعة المواد الغذائية من معالجة الطماطم والفلفل الحار ومعالجة الحليب وطحن الحبوب. هناك أيضًا النجارة ومعالجة الزيوت التي تشكل الجزء الأكبر من الوحدات الصناعية الموجودة في إقليم إيرينغا.

## روابط خارجية
- Official website